# 关东都督府邮便电信局旧址
关东都督府邮便电信局旧址，又名关东递信局，位于辽宁省大连市中山广场10号，位于上海路和民康街之间。现由大连市邮政局使用。

## 历史
关东都督府邮便电信局于1917年竣工，设于关东州租借地经济中心“大连大广场”（今大连中山广场）。苏军接收后临时作为苏军大连警备司令部。今为大连市邮政局。

## 建筑
关东都督府邮便电信局由关东都督府民政部土木課松室重光设计。面积2,556平方米。

## 保护
2001年，大连中山广场近代建筑群公布为第五批全国重点文物保护单位，但仅包含原大连民政署、原朝鲜银行大连支店、原大和旅舍、原东清轮船会社四座建筑，并不包括关东都督府邮便电信局旧址。
2003年9月29日，关东都督府邮便电信局旧址公布为第五批大连市文物保护单位。
2014年10月，关东都督府邮便电信局旧址公布为第九批辽宁省文物保护单位，编号9-219。